# Gran-ordenen
Gran-ordenen (Pinales) er en forholdsvis lille orden med kun 8 familier, men omfattende alle nulevende nåletræer. Samlet rummer den til gengæld mange slægter, herunder alle de træer og buske vi normalt opfatter som nåletræer eller grantræer.
Alle arter i ordenen er træer eller buske, alle har nåle som blade, og sætter frø i kogler eller bærkogler. Klassiske eksempler på arter i denne orden er f.eks. rødgran og Almindelig thuja, men selv om nåletræer ses i stor stil i kommercielt drevne skove er kun tre arter hjemmehørende i Danmark: Skovfyr (Gran-familien), Almindelig taks (Taks-familien) og Almindelig ene (Cypres-familien).
| Familier |

- Cypres-familien (Cupressaceae), ca. 130 arter
- Gran-familien (Pinaceae), ca. 230 arter
- Abeskræk-familien (Araucariaceae), ca. 40 arter
- Blommetaks-familien (Cephalotaxaceae), ca. 20 arter
- Parasoltræ-familien (Sciadopityaceae), 1 art
- Sydtaks-familien (Podocarpaceae), ca. 150 arter
- Taks-familien (Taxaceae), ca. 30 arter

Taks-familien og Blommetaks-familien står hinanden nær, men ingen af dem har nogen særlig relation til Sydtaks-familien der blot bærer navnet "sydtaks" på dansk fordi visse arter har en overfladisk lighed med taks. Sydtaks-familien har derimod en vis relation til Abeskræk-familien, der da også begge hører til på den sydlige halvkugle.

## Udbredelse
Gran-ordenen har en meget stor geografisk udbredelse og findes næsten overalt på den nordlige halvkugle. Den forekommer også på den sydlige i form af Sydtaks-familien og Abeskræk-familien. Den findes i næsten alle klimaer undtagen egentlig polarklima med evig is og sne, egentlige ørkner - og forekommer heller ikke i tropisk lavlandsskov (jungle). Specielt i den store, nordlige ("boreale") skov taigaen er arter fra gran-familien dominerende - og i det hele taget har arter fra ordenen en dominerende udbredelse på den nordlige halvlugle.
Den tropiske regnskov danner en naturlig grænse da ordnen ikke forekommer i denne biotop, og man ser derfor den usædvanlige fordeling af arter, hvor ordnen har arter over næsten hele kloden men hvor disse er skarpt opdelte i arter der forekommer på den nordlige (5 familier) hhv. sydlige (2 familier) halvkugle.

## Anvendelse
Mange arter i gran-ordenen har uhyre stor økonomisk betydning. De dyrkes for tømmer på store arealer overalt på den nordlige halvkugle og giver tømmer i praktisk taget alle dimensioner. I små og mellemstore dimensioner anses tømmer fra løvtræer som værende bedre, men er også dyrere. I de største dimensioner er træer fra gran-familien næsten enerådende. På den sydlige halvkugle har træer fra Sydtaks- og Abeskræk-familierne også betydning som tømmer-træer.

## Forhistorie
Nåletræerne nedstammer fra den nu uddøde familie Utrechtiaceae. En senere nu uddød familie er Voltziceae hvorfra de fleste nulevende nåletræer nedstammer undtagen Abeskræk-familien og Sydtaks-familien der begge alene findes på den sydlige halvkugle.
Gran-ordenen har været på jorden i mere end 200 mio. år og specielt i Cypres-familien, Abeskræk-familien og Parasoltræ-familien finder man eksempler på såkaldte "levende fossiler", se f.eks. Wollemia eller Vandgran.